# Goedartia pallidipes
Goedartia pallidipes là một loài tò vò trong họ Ichneumonidae.